# Torturm (Zellingen)

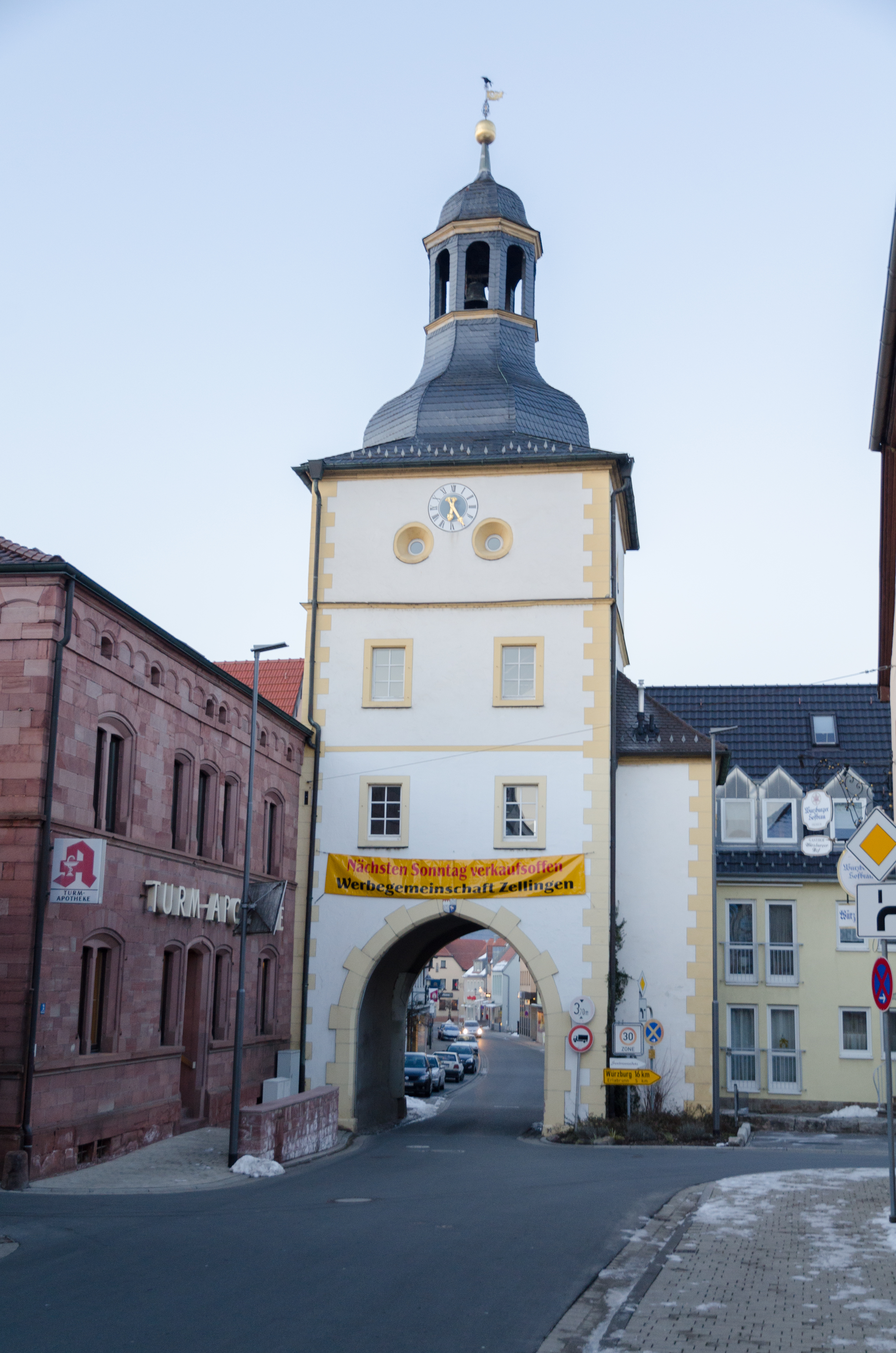
Torturm Zellingen

Der Torturm in Zellingen, einem Markt im Landkreis Main-Spessart (Unterfranken, Bayern), wurde im 15. Jahrhundert errichtet. Das Bauwerk an der danach benannten Turmstraße 33 ist unter der Denkmalnummer D-6-77-203-31 als Baudenkmal in der Bayerischen Denkmalliste eingetragen.

## Beschreibung
Der auch als „Ture“ bekannte Torturm in Zellingen ist ein markantes Bauwerk und das Wahrzeichen der Marktgemeinde. Er wurde im 15. Jahrhundert als Teil der mittelalterlichen Ortsbefestigung errichtet und diente ursprünglich als Stadttor. Das Gebäude besteht aus einem viergeschossigen Massivbau mit einer spitzbogigen Durchfahrt. Das Putzmauerwerk ist mit Sandsteinrahmungen versehen. Im 18. Jahrhundert wurde es im barocken Stil umgebaut und erhielt dabei ein Haubendach mit Laterne. Eine weitere Renovierung fand im Jahr 1874 statt.
Heute wird der Torturm für verschiedene Zwecke wie Ausstellungen und Veranstaltungen genutzt. Sein historischer Charme macht ihn auch zu einem beliebten Ort für Trauungen.